# Fábio Costa (cyclisme)
Pour le footballeur brésilien, voir Fábio Costa. Pour les homonymes, voir Costa.
Fernandes Costa est un nom portugais ; le premier nom de famille (d'usage facultatif) est Fernandes et le second est Costa.
Fábio Manuel Fernandes Costa, né le 4 juillet 1999 à Ermesinde, est un coureur cycliste portugais. 

## Biographie
En août 2020, il devient champion du Portugal espoirs devant deux coéquipiers.

## Palmarès et résultats

### Palmarès par année
- 2017
  - 2e du championnat du Portugal sur route juniors
- 2019
  - 2e du championnat du Portugal sur route espoirs
- 2020
  -  Champion du Portugal sur route espoirs
- 2023
  - 6e étape du Grande Prémio Jornal de Notícias
  - 2e de la Clássica de Santo Thyrso
  - 3e du Troféu Ribeiro da Silva
- 2024
  - Coupe du Portugal[2]
  - Clássica de Santo Thyrso[3]
  - 2e de la Clássica Viana do Castelo
  - 2e du Circuit de Malveira
  - 3e de la Clássica da Primavera
- 2025
  - Clássica de Santo Thyrso
  - 3e de la Clássica Viana do Castelo

### Classements mondiaux
| Année           | 2019   | 2020 |
| --------------- | ------ | ---- |
| UCI Europe Tour | 1 005e | 537e |